# Pechscharte

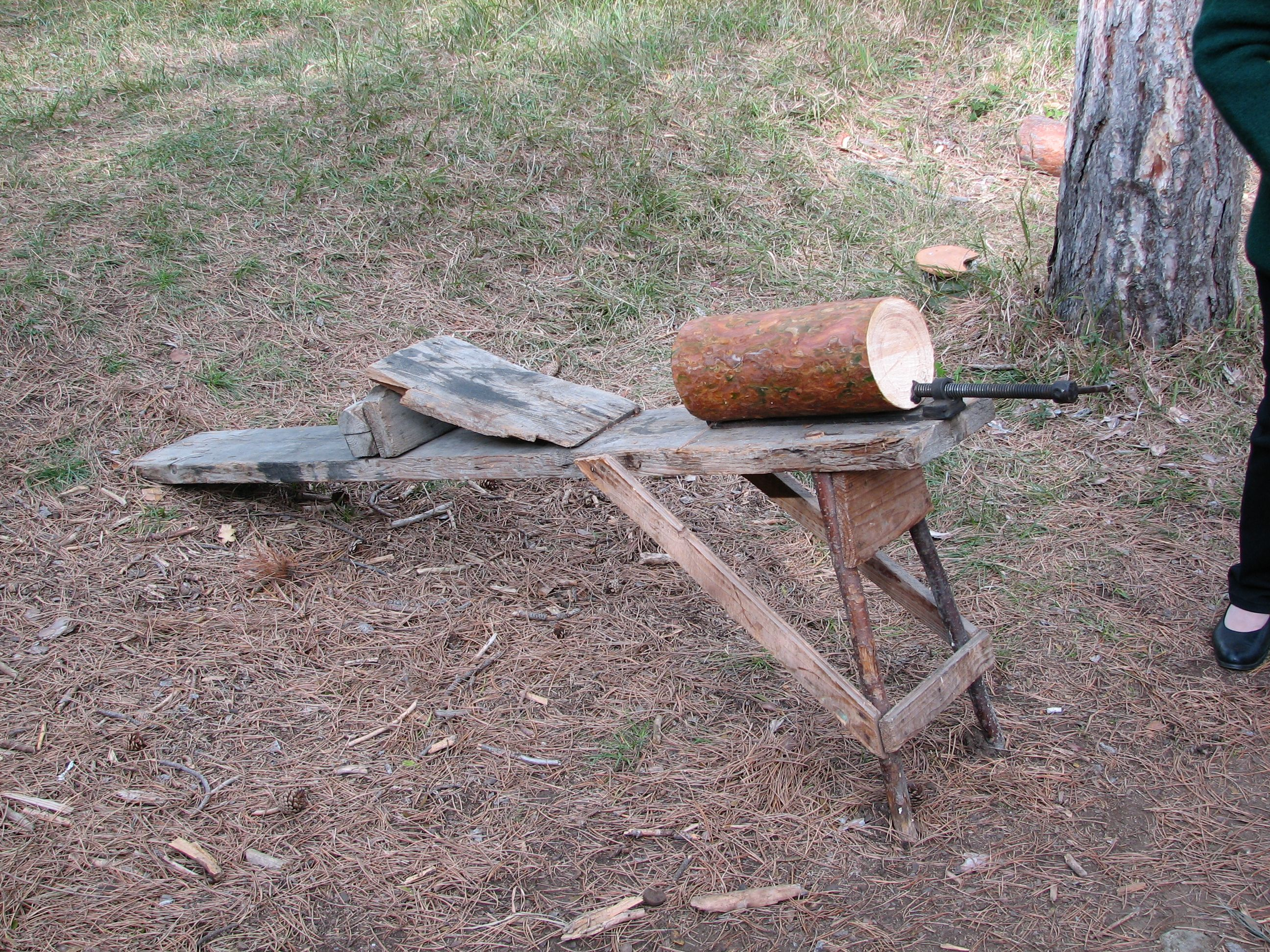
Schartenhobelbank

Eine Pechscharte ist ein aus harzigem Holz gehobelter, etwa 30 bis 40 cm langer und 5 bis 10 cm breiter, dünner und biegsamer Span, der bei der Harzgewinnung eingesetzt wurde, um das nach der Entfernung der Rinde aus der Baumwunde (Lachte) austretende Harz in ein Gefäß (Pechhäferl) zu leiten, wo es aufgefangen und gesammelt wurde.
Pechscharten wurden im Winter von den Pechern mittels eines Schartenhobels aus einem gerade gewachsenen Stück Föhrenholz gehobelt. Dabei wurde das Holzstück auf einer Bank festgespannt und dann mittels eines Hebels mit dem Schartenhobel ein dünner Span über die gesamte Länge des Holzblockes abgezogen. Nach dem Trocknen und Zusammenbinden (für den leichteren Transport) konnten Pechscharten mehrere Jahre lang verwendet werden.